# Muricella perramosa
Muricella perramosa är en korallart som beskrevs av Ridley 1882. Muricella perramosa ingår i släktet Muricella och familjen Acanthogorgiidae. Inga underarter finns listade i Catalogue of Life.